# Jaga (Kongo)
De Jaga of Jagas waren termen die door de Portugezen werden gebruikt om te verwijzen naar verschillende stammen, zoals de Yaka, Suku, Teke, Luba, Kuba en Hungaan. Deze groepen bestonden uit invallende krijgersbanden ten oosten en zuiden van het Koninkrijk Kongo. De betekenis van de term "Jaga" varieerde afhankelijk van de context waarin deze werd gebruikt.
Er waren twee verschillende groepen krijgers die beide door de Portugezen als Jaga werden aangeduid. Hoewel beide groepen berucht waren om hun militaire kracht en strijdlust, waren ze in werkelijkheid nauwelijks aan elkaar verwant. De Portugezen, die hen in verschillende regio’s tegenkwamen, beseften dit onderscheid niet en gebruikten dezelfde benaming voor beide.

## Het "Jaga" vraagstuk
In de 17e eeuw werden verschillende theorieën voorgesteld door missionarissen en geografen die de twee Jaga-groepen verbonden met andere plunderende krijgersgroepen, actief in gebieden zo ver uit elkaar als Somalië, Angola en Sierra Leone. Sommigen geloofden zelfs in een mythisch "Jaga-thuisland" ergens in Centraal-Afrika.
Hoewel latere historici deze vroege theorieën hebben verworpen, ontstond in de jaren 1960 een nieuwe hypothese. Sommige onderzoekers suggereerden, op basis van mondelinge overleveringen van het Lunda-rijk, dat de Jaga-invasie van Kongo en de Jaga-groepen in Angola in feite vluchtende veroveraars waren uit Lunda in de 16e eeuw.
In 1972 bracht historicus Joseph C. Miller een diepgaande analyse uit en concludeerde dat de groep die Kongo binnenviel volledig verschilde van de groep die Angola aanviel. Hij stelde voor dat de tweede groep correcter "Imbangala" genoemd moest worden. Deze onderscheiding wordt tegenwoordig breed geaccepteerd onder historici. De aanvallers van Kongo zouden afkomstig zijn uit een provincie van Mwene Muji.

## Yaka Jaga's
De Portugezen leerden voor het eerst over een groep die ze "Jagas" noemden tijdens de Kongolese oorlog in 1556 tegen het Mbundu Koninkrijk Ndongo. Onder de strijdkrachten van Ndongo bevonden zich huurlingen van het Yakavolk. De Yaka stonden bekend om hun felheid en werden gezegd afkomstig te zijn uit het diepe binnenland. Ze woonden in de middenloop van de Kwangovallei, waardoor ze de oostelijke buren waren van de Mbundu en de Kongo.
Deze specifieke Jagas waren zelf vaak slachtoffers van de Kongolese slavenhandel en vielen uiteindelijk in 1568 hun westelijke buren aan. Dit dwong de Portugezen om in te grijpen met 600 musketiers ter ondersteuning van koning Álvaro I. Ondanks dat ze tegen de jaren 1570 volledig uit Kongo waren verdreven, bleven ze een dreiging aan de grens. Later leverden ze zelfs veel huursoldaten aan Kongo tijdens de burgeroorlog.
De Portugese interventie tegen de Jagas versterkte hun invloed in het koninkrijk Kongo. Dit leidde tot een toename van de handel in het voordeel van Portugal en gaf priesters een zetel in de Kongolese kiesraad.

## Imbangala Jaga's
De Portugezen ontmoetten ook een andere meedogenloze krijgersgroep, ditmaal verder zuidelijk voorbij de Kwanzarivier. Deze groep stond eigenlijk bekend als de Imbangala. De oorsprong van deze mensen is nog steeds onderwerp van discussie, maar men vermoedt dat ze afkomstig waren uit het Lunda-rijk, waar ze de politieke veranderingen afwezen en vertrokken.
De Imbangala stonden bekend om hun extreme wreedheid en hun rituele kannibalisme. Ze werden effectief ingezet als huurlingen in het Portugese leger tijdens de verovering van Angola. Eenmaal geïntroduceerd in Centraal-Angola, vestigden de Imbangala zich daar en stichtten het Koninkrijk Kasanje aan de Kwangorivier.